# West Bradley
West Bradley is een civil parish in het bestuurlijke gebied Mendip, in het Engelse graafschap Somerset met 277 inwoners.